# Lost Songs (Anberlin)
Lost Songs è un album di raccolta del gruppo rock statunitense Anberlin, pubblicato nel 2007.

## Tracce
1. The Haunting – 5:49
2. Uncanny – 3:27
3. Like a Rolling Stone (Bob Dylan cover) – 3:44
4. A Day Late (Acoustic) – 4:15
5. Enjoy the Silence (Depeche Mode cover) – 3:30
6. Cadence – 3:29
7. Downtown Song – 2:59
8. There Is a Light That Never Goes Out (The Smiths cover) – 4:15
9. Dismantle.Repair. – 4:34
10. The Promise (When in Rome cover) – 3:14
11. Naïve Orleans – 3:40
12. Inevitable – 3:46
13. The Unwinding Cable Car – 4:29
14. Creep (Radiohead cover) – 4:16
15. Baby Please Come Home – 2:43
16. Readyfuels – 3:48
17. Driving (Autobahn) – 3:58
18. Everywhere in Between – 3:29
19. Hidden Track – 3:30